# Rosario Rosanova
Rosario Rosanova (Sant'Antonio Abate, 21 luglio 1976) è un personaggio televisivo italiano.

## Biografia

### Formazione
Ha studiato dizione e recitazione in diverse scuole campane e si è più volte misurato con Shakespeare, Ibsen e con i testi dell'antica Grecia. Negli anni novanta non è mancata l'esperienza in varie emittenti radiofoniche locali. Nel 1998 è negli Stati Uniti dove partecipa ad un Master riguardante la comunicazione: tra i precettori il giornalista Larry King.
Laureatosi in legge, diventa assistente universitario e negli anni collabora con diverse Cattedre e con svariati studi legali, fino ad interessarsi alla cosiddetta avvocatura dei poveri. Per un certo periodo, negli anni '90, è stato anche istruttore di tecniche di memoria.

### Prime esperienze
I suoi esordi nel mondo della televisione sono da collocare intorno all'anno 1992. Nel 1994, appena diciottenne, partecipa al programma La sai l'ultima?, condotto da Pippo Franco e Pamela Prati. Sarà poi sempre presente nelle edizioni successive di tale programma (con Gerry Scotti, Gigi Sabani, Massimo Boldi e Lorella Cuccarini), fino a diventare, nel 2002, il vincitore assoluto e portandosi a casa il titolo di "Re della barzelletta". Vincerà anche il "decennale" di tale programma, ovvero la sfida tra tutti i campioni delle passate edizioni (conduzione affidata a Claudio Lippi e Natalia Estrada). Nel frattempo aveva lavorato come attore per "Scherzi a Parte" (Canale 5), "Mi manda Lubrano" (Rai 3), "Le stelle del mediterraneo" (Rete 4). Nel 2003, poi, è interprete e autore di due personaggi nel programma estivo di Canale 5 "Arrivano i vostri" con P.Franco e N. Estrada. Successivamente è su Rete 4 nel programma preserale "Baraonda".
Nel dicembre 2012 scrive e interpreta con enorme successo lo spettacolo "Flessioni e riflessioni...niente di più e niente di meno". Esibitosi per la prima volta all'età di 14 anni su un palcoscenico nell'hinterland di Napoli, con uno spettacolo scritto da lui, 7 anni dopo si ritrova ad esibirsi a Kona (Hawaii).

### Le Iene
Dopo circa vent'anni di gavetta (arrivando ad esibirsi fino a 9 volte al giorno con pubblici diversi), dal 2009 al 2013 diventa autore e inviato del programma  "Le Iene", in onda su Italia 1. Ha realizzato numerose interviste divertenti, spesso con personaggi mai riusciti a "beccare" prima di allora dalla pur nutrita squadra de Le Iene. Con il metodo dell' "appostamento" è riuscito negli anni a portare a casa una serie di servizi irripetibili. Le interviste spesso si svolgevano in napoletano, lasciando a dir poco perplessi gli interlocutori; ma, dopo pochi secondi, gli intervistati, attratti dal suo modo assai carismatico di fare, spesso si prestavano a rispondere, a loro volta, nel loro dialetto. Tra gli intervistati l'attore premio Oscar Robert De Niro, al quale, come prima domanda, il Rosanova  chiese in napoletano: "Voi parlate italiano?", "Un pochino" rispose De Niro; e Rosanova, sempre in napoletano: "Pur' io". Così fu anche quando riuscì a beccare il capitano della Nazionale di calcio inglese John Terry, a cui chiese, come prima cosa: "Tu parli napoletano?". A seguire, sono passati sotto la sua irriverenza, quasi tutti i più grandi sportivi italiani (tra i quali Mario Balotelli, Antonio Cassano, Antonio Conte, Alessandro Del Piero, Antonio Di Natale, Gennaro Gattuso, Claudio Marchisio, Fabrizio Miccoli, Cesare Prandelli, Fabio Quagliarella, Valentino Rossi, e Francesco Totti). Quest'ultima intervista realizzò il record di ascolti di tutta la programmazione della settimana televisiva italiana, tanto che il settimanale "T.V. Sorrisi e Canzoni" dedicò al Rosanova la rubrica "Numero 1". Tutti i suoi servizi hanno sempre avuto una rilevanza straordinaria su ogni mezzo di informazione, anzi ogni suo servizio è sempre stato usato come "lancio" per il programma. Molto apprezzato dal pubblico e dalla critica (vedi, tra gli altri, l'articolo di Aldo Grasso sul Corriere della Sera dal titolo "Balotelli meglio di Mourinho").
Nel 2019 è stato premiato, con cerimonia pubblica, con la "Toga d'onore", quale primo classificato all'esame per l'abilitazione forense 2017/2018.

## Servizi
- L'intervista all'allenatore della Juventus Antonio Conte, sulla presenza o meno di un rinomato parrucchino.
- L'intervista a Claudio Marchisio riguardo alla polemica con il Napoli, per alcune frasi di quest'ultimo mal interpretate[1].
- L'intervista a Cesare Prandelli e alla società Panini riguardo l'esclusione di Antonio Cassano dalla raccolta figurine prima degli Europei 2012[2].
- L'intervista a Gennaro Gattuso dopo l'eliminazione del Milan dalla Champions League 2010-2011, riguardo ai tafferugli dopo la partita con il Tottenham, in particolare il suo con il vice-allenatore degli inglesi, Joe Jordan[3].